# Ешланд (Њу Џерзи)
Ешланд (енгл. Ashland) насељено је место без административног статуса у америчкој савезној држави Њу Џерзи.

## Демографија
По попису из 2010. године број становника је 8.302, што је 73 (-0,9%) становника мање него 2000. године.
| Група             | 2000.         | 2010.         |
| Белци             | 7.186 (85,8%) | 6.363 (76,6%) |
| Афроамериканци    | 369 (4,4%)    | 584 (7,0%)    |
| Азијати           | 535 (6,4%)    | 752 (9,1%)    |
| Хиспаноамериканци | 219 (2,6%)    | 480 (5,8%)    |
| Укупно            | 8.375         | 8.302         |